# ハルシュタイン原則
ハルシュタイン原則（ハルシュタインげんそく、ドイツ語: Hallstein-Doktrin）は、東方外交が始まる前の、ドイツ連邦共和国（西ドイツ）における主要な外交方針である。ハルシュタイン・ドクトリンともいい、1955年9月22日に西ドイツのコンラート・アデナウアー首相により表明された。名称は、当時の西ドイツの政治家であるヴァルター・ハルシュタイン（欧州経済共同体初代委員長もつとめた）の名前に因む。

## 内容
この原則は、西ドイツが「ドイツ地域で唯一民主的に選出され、ドイツ人民を代表する正統性を持つ国家である」と位置づけ、「ソビエト連邦以外でドイツ民主共和国（東ドイツ）を国家承認した国家とは、国交を断絶する」とし、東ドイツを経済的に孤立させることを目的としていた。
1957年、東ドイツと国交を結んだユーゴスラビアに対して最初にこの原則が適用され、ユーゴスラビアと西ドイツは断交状態へ突入した。また、キューバ革命により東側陣営入りしたキューバに対しても、同国と東ドイツの国交樹立に抗議する形で西ドイツは1963年にキューバとの国交を断絶した。
しかしながら、1960年代に入り、東ドイツが第三世界の新しく独立した国々の多くと国交を結んだことや、デタントの潮流が強まったため、この原則に固執することが西ドイツ外交にとって不利益をもたらすことが多くなった。
1969年5月30日、グスタフ・ハイネマン大統領の声明によりハルシュタイン原則は事実上破棄され、同年西ドイツはルーマニアと国交を樹立した。この年に首相に就任したヴィリー・ブラントは、同年10月28日に二つのドイツの存在を認める発言を行い、ハルシュタイン原則を完全に否定した。
その後、西ドイツと東ドイツは、東西ドイツ基本条約において互いが主権国家であることを認め合い、外交路線による統一を目指していくこととなる。

## 類似例
東西ドイツと同様分断国家となった朝鮮でも、李承晩政権下の大韓民国でこの原則が援用されることとなり、朝鮮民主主義人民共和国（北朝鮮）と外交関係を持つ国とは国交を結ばないとしていた。1973年6月23日に行われた朴正煕大統領の「6.23平和宣言」によってこの原則は破棄され、世界各国で南北等距離外交は一般的となった。
また、国共内戦により、中国大陸の中華人民共和国と台湾の中華民国に分裂し、中華民国が、中華人民共和国を承認した国と積極的に国交断絶をしていた。しかし、その結果、中華人民共和国と国交を結ぶ国が増え、中華民国は国際的に孤立してしまう。現在は、中華人民共和国が、中華民国を承認する国とは国交を結ばないとし、中華人民共和国と国交を結ぼうとする国に対しては、中華民国との断交を迫っている。